# Liste du patrimoine culturel immatériel de l'humanité en Croatie
Cet article recense les pratiques inscrites au patrimoine culturel immatériel en Croatie.

## Statistiques
La Croatie a ratifié la convention pour la sauvegarde du patrimoine culturel immatériel le 29 juillet 2005. La première pratique protégée est inscrite en 2009.
En 2023, la Croatie compte 22 éléments inscrits au patrimoine culturel immatériel, 19 sur la liste représentative, 1 nécessitant une sauvegarde urgente et 2 sur le registre des meilleures pratiques de sauvegarde.

## Listes

### Liste représentative
Les éléments suivants sont inscrits sur la liste représentative du patrimoine culturel immatériel de l'humanité :
| Élément | Type | Subdivision          | Année | Lien  | Notes | Illus. |
| --- | --- | -------------------- | ----- | ----- | --- | ------ |
| La dentellerie en Croatie | savoir-faire liés à l’artisanat traditionnel | Hvar, Lepoglava, Pag | 2009  | 00245 | |        |
| La marche des sonneurs de cloches (hr) du carnaval annuel de la région de Kastav                                                                                                | pratiques sociales, rituels et événements festifs | Kastav               | 2009  | 00243 | |        |
| La procession Za Krizen (en) (« chemin de croix ») sur l'île de Hvar | pratiques sociales, rituels et événements festifs | Hvar                 | 2009  | 00242 | |        |
| La procession de printemps des Ljelje/Kraljice (ou reines) de Gorjani | pratiques sociales, rituels et événements festifs | Gorjani              | 2009  | 00235 | |        |
| La fabrication traditionnelle de jouets en bois pour enfants (hr) à Hrvatsko Zagorje                                                                                            | savoir-faire liés à l’artisanat traditionnel | Hrvatsko Zagorje     | 2009  | 00233 | |        |
| La fête (en) de saint Blaise, saint patron de Dubrovnik | pratiques sociales, rituels et événements festifs | Dubrovnik            | 2009  | 00232 | |        |
| Le chant et la musique à deux voix dans la gamme istrienne (en) | arts du spectacle | Istrie               | 2009  | 00231 | |        |
| Le Sinjska Alka, un tournoi de chevalerie à Sinj | pratiques sociales, rituels et événements festifs | Sinj                 | 2010  | 00357 | |        |
| L'art du pain d'épices en Croatie du Nord | savoir-faire liés à l’artisanat traditionnel pratiques sociales, rituels et événements festifs                                                                                               |                      | 2010  | 00356 | |        |
| Le Nijemo Kolo, ronde dansée silencieuse de l'arrière-pays dalmate | arts du spectacle | Dalmatie             | 2011  | 00359 | |        |
| La pratique du chant et de la musique bećarac de Croatie orientale | arts du spectacle |                      | 2011  | 00358 | |        |
| La klapa, chant à plusieurs voix de Dalmatie, Croatie méridionale | arts du spectacle | Dalmatie             | 2012  | 00746 | |        |
| La diète méditerranéenne | pratiques sociales, rituels et événements festifs savoir-faire liés à l’artisanat traditionnel                                                                                               |                      | 2013  | 00884 | Partagé avec Chypre, l'Espagne, la Grèce, l'Italie, le Maroc et le Portugal |        |
| L'art de la construction en pierre sèche : savoir-faire et techniques | connaissances et pratiques concernant la nature et l'univers pratiques sociales, rituels et événements festifs savoir-faire liés à l’artisanat traditionnel traditions et expressions orales |                      | 2018  | 02106 | Partagé avec Chypre, l'Espagne, la France, la Grèce, l'Italie, la Slovénie et la Suisse Étendu en 2024 à l'Andorre, l'Autriche, la Belgique, l'Irlande et au Luxembourg |        |
| La međimurska popevka, chanson populaire traditionnelle de Međimurje | arts du spectacle traditions et expressions orales | Međimurje            | 2018  | 01396 | |        |
| La fauconnerie, un patrimoine humain vivant | connaissances et pratiques concernant la nature et l’univers |                      | 2021  | 01708 | Partagé avec l'Allemagne, l'Arabie saoudite, l'Autriche, la Belgique, les Émirats arabes unis, l'Espagne, la France, la Hongrie, l'Irlande, l'Italie, le Kazakhstan, le Kirghizistan, le Maroc, la Mongolie, le Pakistan, les Pays-Bas, la Pologne, le Portugal, le Qatar, la Syrie et la Tchéquie |        |
| Les fêtes de la Saint-Tryphon et le kolo (danse en cercle) de la Saint-Tryphon (hr), traditions des Croates de la Boka Kotorska (baie de Kotor) vivant en République de Croatie | arts du spectacle pratiques sociales, rituels et événements festifs | Dubrovnik-Neretva    | 2022  | 01891 | |        |
| Les traditions d'élevage des chevaux Lipizzan | connaissances et pratiques concernant la nature et l'univers |                      | 2022  | 01687 | Partagé avec l'Autriche, la Bosnie-Herzégovine, la Hongrie, l'Italie, la Roumanie, la Slovaquie et la Slovénie |        |
| La Transhumance, déplacement saisonnier de troupeaux | connaissances et pratiques concernant la nature et l'univers |                      | 2023  | 01964 | Initialement partagé, en 2019, entre l'Autriche, la Grèce et l'Italie Étendu en 2023 à l'Albanie, Andorre, la Croatie, l'Espagne, la France, le Luxembourg et la Roumanie |        |

### Patrimoine immatériel nécessitant une sauvegarde urgente
La Croatie compte un élément listé sur la liste du patrimoine immatériel nécessitant une sauvegarde urgente :
| Élément          | Type              | Subdivision | Année | Lien  | Notes | Illus. |
| ---------------- | ----------------- | ----------- | ----- | ----- | ----- | ------ |
| Le chant Ojkanje | arts du spectacle | Dalmatie    | 2010  | 00320 |       |        |

### Registre des meilleures pratiques de sauvegarde
La Croatie compte une pratique listés au registre des meilleures pratiques de sauvegarde :
| Élément                                                                                                 | Type                                              | Subdivision | Année | Lien  | Notes                                                   | Illus. |
| --- | ------------------------------------------------- | ----------- | ----- | ----- | ------------------------------------------------------- | ------ |
| L'écomusée de la Batana (hr), projet communautaire de sauvegarde de la culture vivante de Rovinj/Rovign | savoir-faire liés à l’artisanat traditionnel      | Rovinj      | 2016  | 01098 |                                                         |        |
| Tocatì (it), un programme partagé pour la sauvegarde des jeux et sports traditionnels                   | pratiques sociales, rituels et événements festifs |             | 2022  | 01709 | Partagé avec la Belgique, Chypre, la France et l'Italie |        |